# Ivors
Ivors ist eine französische Gemeinde mit 255 Einwohnern (Stand: 1. Januar 2022) im Département Oise in der Region Hauts-de-France (vor 2016: Picardie); sie gehört zum Arrondissement Senlis und zum Kanton Nanteuil-le-Haudouin. 

## Geographie
Ivors liegt etwa 50 Kilometer ostsüdöstlich von Senlis. Umgeben wird Ivors von den Nachbargemeinden Coyolles im Norden, Süden und Westen, Vauciennes im Norden, Boursonne im Osten, Autheuil-en-Valois im Südosten sowie Cuvergnon im Süden.

## Bevölkerungsentwicklung
| Jahr                      | 1962 | 1968 | 1975 | 1982 | 1990 | 1999 | 2006 | 2013 |
| Einwohner                 | 221  | 215  | 208  | 163  | 198  | 211  | 228  | 244  |
| Quelle: Cassini und INSEE |      |      |      |      |      |      |      |      |

## Sehenswürdigkeiten
Siehe auch: Liste der Monuments historiques in Ivors
- Kirche Saint-Étienne aus dem 12. Jahrhundert
- Portal zum Schloss, Monument historique

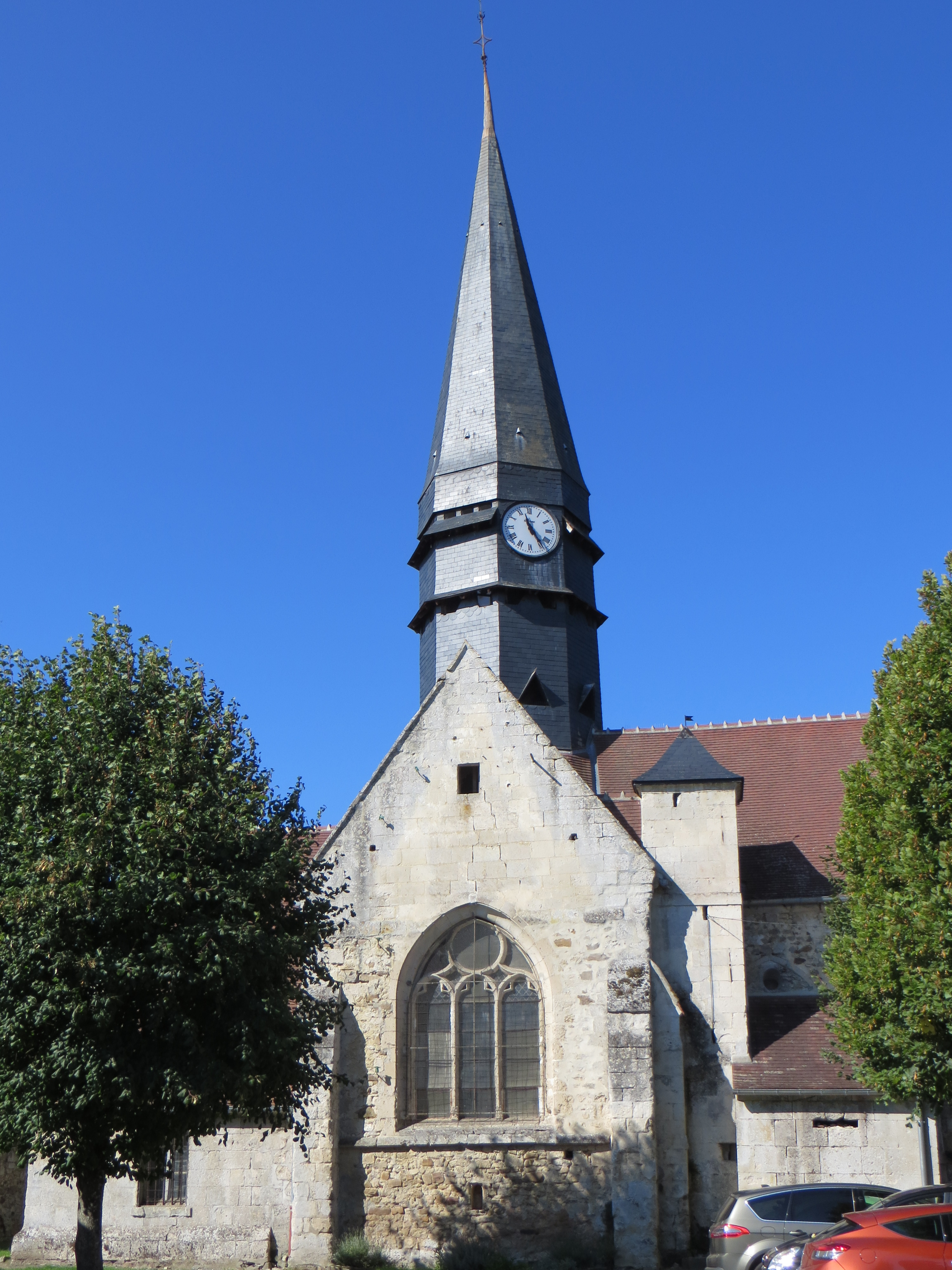
Kirche Saint-Étienne
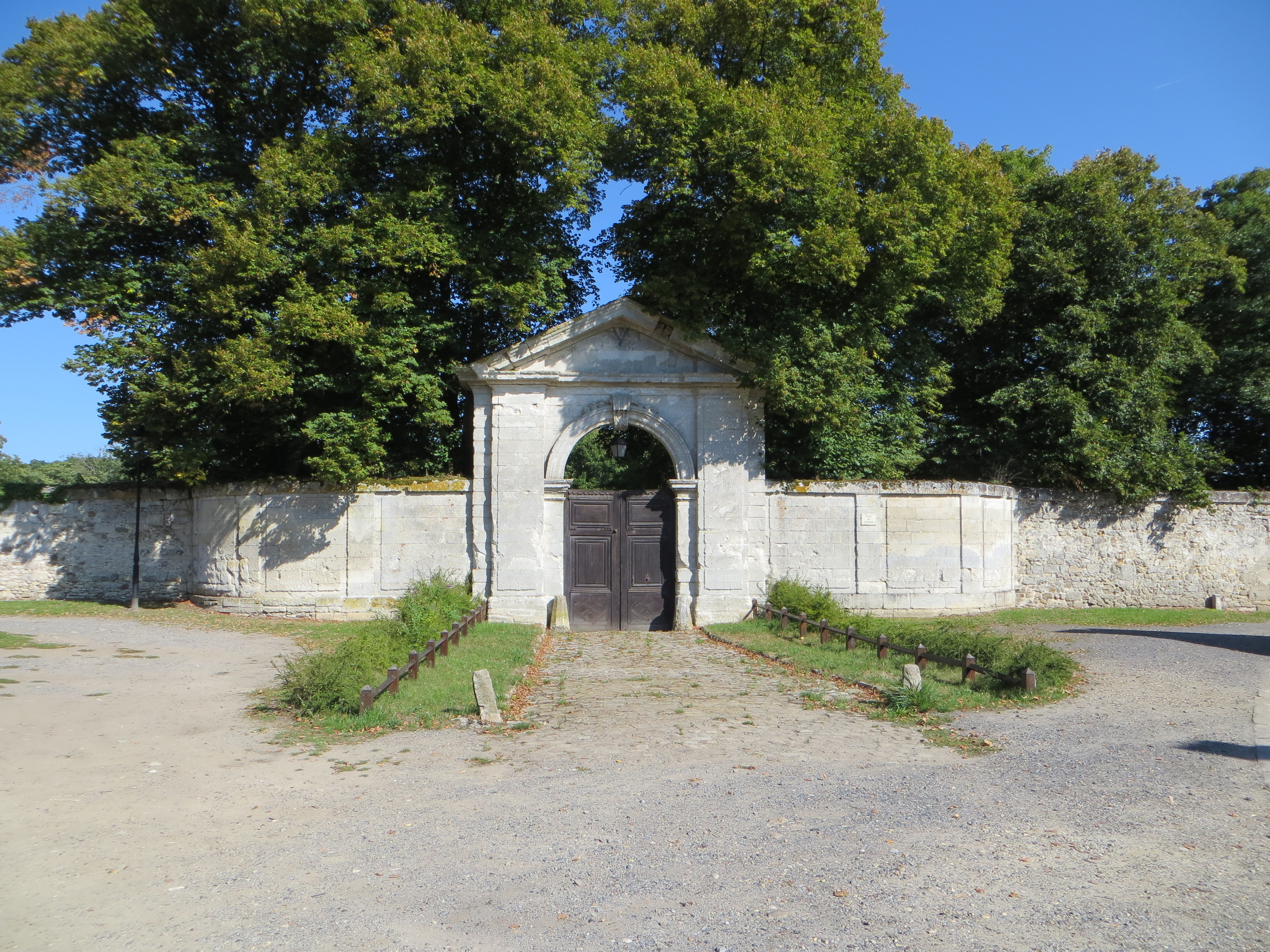
Portal zum alten Schloss